# Echeandia altipratensis
Echeandia altipratensis är en sparrisväxtart som beskrevs av Robert William Cruden. Echeandia altipratensis ingår i släktet Echeandia och familjen sparrisväxter.
Artens utbredningsområde är Guatemala. Inga underarter finns listade i Catalogue of Life.